# おしゃぶりの木

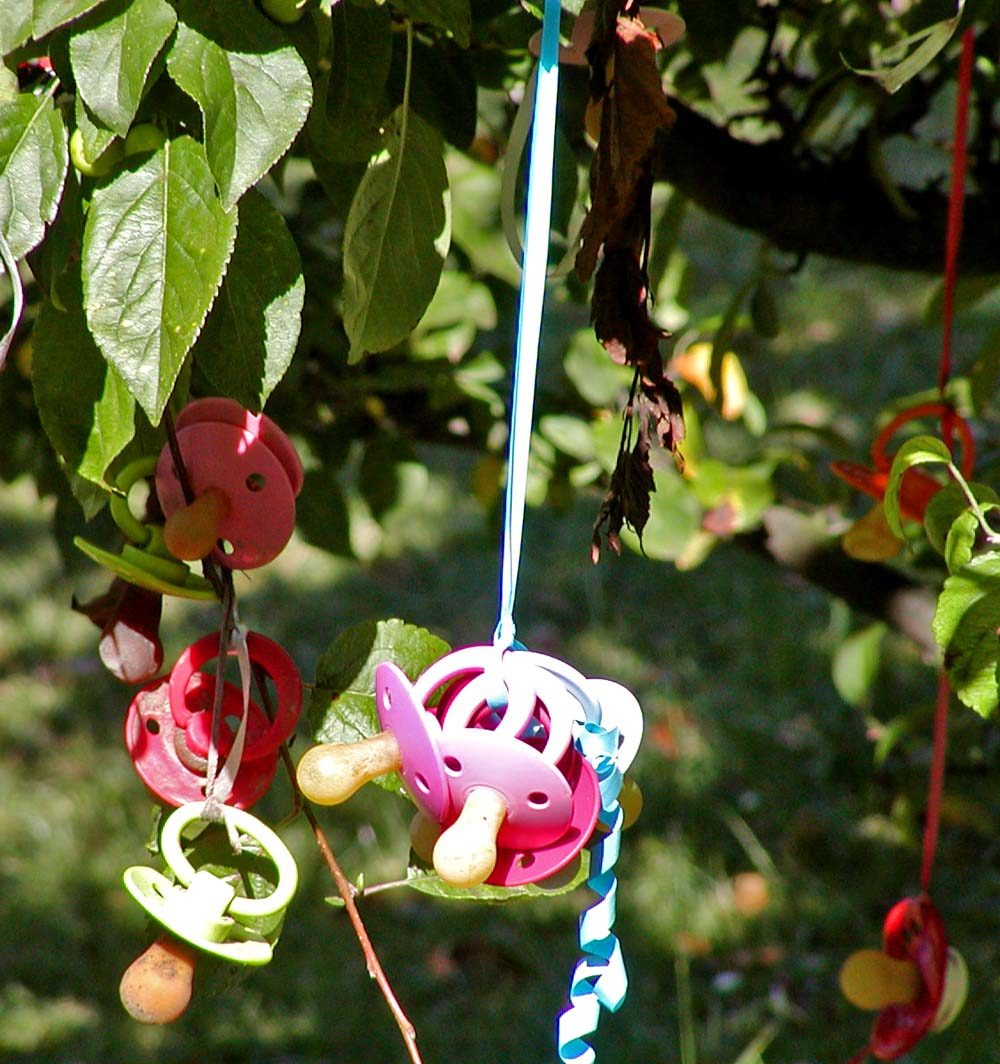
木に吊るされているおしゃぶり（デンマーク、オーフス）

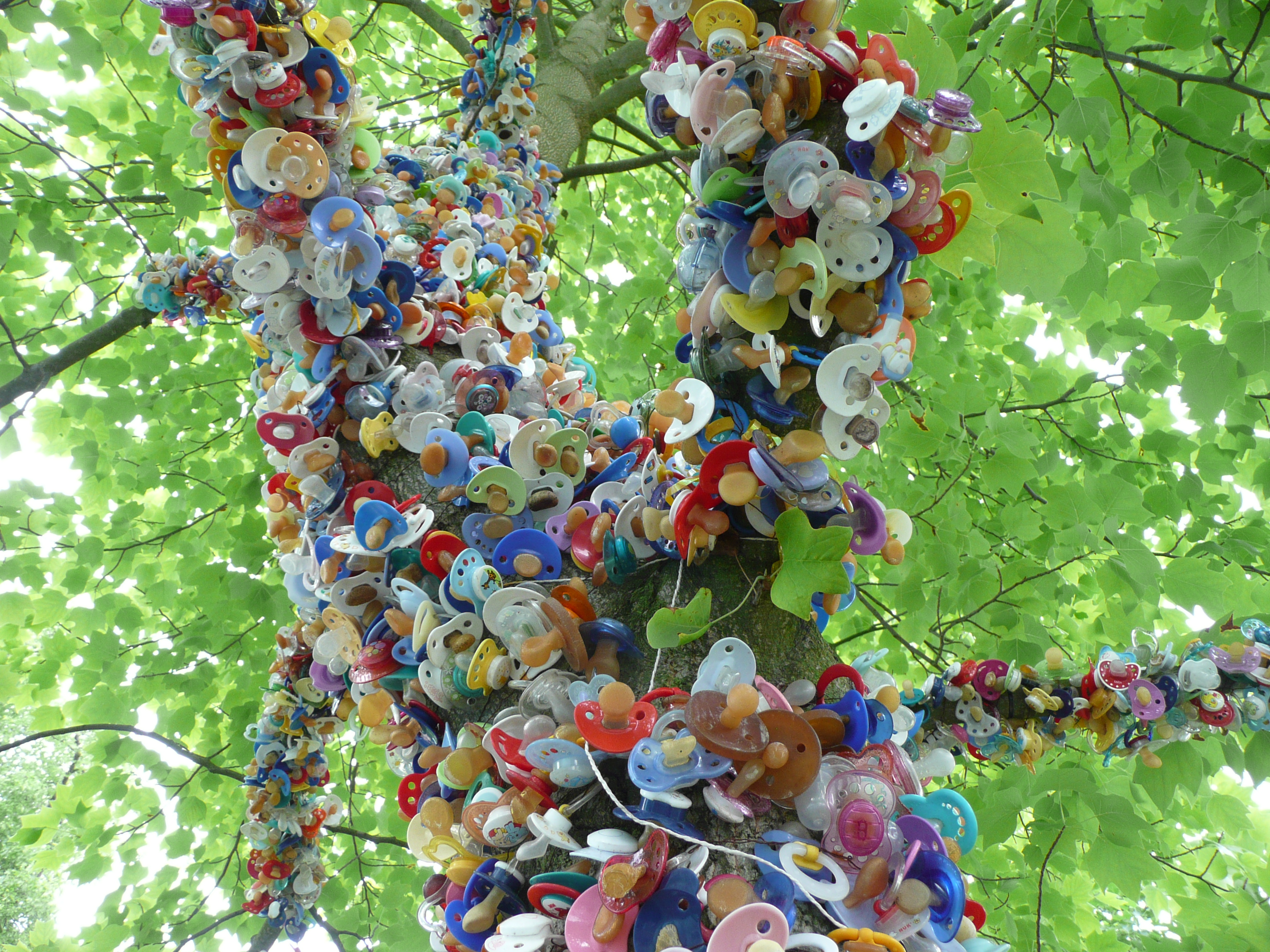
幹にびっしり付けられたおしゃぶり（ドイツ、ドレスデン）

おしゃぶりの木（おしゃぶりのき）は、使用済みのおしゃぶりを吊り下げるための木である。幼児のおしゃぶり離れを促すために行われるデンマークの慣習で、「おしゃぶりの木」として使われている木に子供自身が親と一緒にやってきて吊り下げたり、かかりつけの歯医者に頼んで吊り下げてもらったりする。またおしゃぶりと一緒に絵やメッセージを添えることもある。1970年-80年代ころに始まったと見られる比較的新しい慣習である。同様の慣習はドイツでも広まっており、私的に設置されている多くの「おしゃぶりの木」と並んで、2005年にミュンスターの広場にある木が公用の「おしゃぶりの木」第一号として定められた。